# Martin Johnson (musicien)
 (janvier 2018).
Si vous disposez d'ouvrages ou d'articles de référence ou si vous connaissez des sites web de qualité traitant du thème abordé ici, merci de compléter l'article en donnant les références utiles à sa vérifiabilité et en les liant à la section « Notes et références ».
Pour les articles homonymes, voir Johnson et Martin Johnson (homonymie).
Martin Bennett Johnson (né le 9 septembre 1985 à Andover dans le Massachusetts) est un chanteur, parolier, musicien et producteur de musique américain. Il est surtout connu pour être le leader du groupe Boys Like Girls, depuis 2005.

## Biographie
En 2004, Martin est diplômé du lycée Andover High School. Dès qu'il emménage à Los Angeles, Martin commence à travailler pour des artistes tels que Taylor Swift, Hot Chelle Rae, Kevin Rudolf, Joel Madden, Rob Thomas, Matt Thiessen, Benji Madden, Mika, Hilary Duff, Victoria Justice, Paris Hilton, Big Time Rush. Il écrit une chanson pour Hannah Montana, le film, You'll Always Find Your Way Back Home.